# Jacopone da Todi
Blahoslavený Jacopone da Todi (1236, Todi – 1306, Collazzone, vlastním jménem Jacopo Benedicti či Jacopo Benedetti) byl italský františkán, právník a básník. Byl autorem tzv. laudi, tj. chvalozpěvů na Boha, a také patrně prvním, kdo se pokusil zdramatizovat evangelia, aby rozšířil jejich obecnou znalost, a byl tak zřejmě zakladatelem italského dramatu. Mezi jeho nejznámější počiny patří latinský veršovaný hymnus Stabat Mater dolorosa.

## Život
Narodil se v šlechtické rodině v Todi. Studoval práva v Bologni a stal se úspěšným právníkem. Někdy před třicátým rokem života se oženil s mladou šlechtičnou, podle některých zdrojů jménem Vanna, jež měla být zbožnou a štědrou ženou. Za chamtivou povahu a světácké chování svého muže měla činit pokání a umrtvování svého těla. Nedlouho po svatbě vyzval Benedetti svou manželku, aby se zúčastnili veřejného turnaje. V průběhu podívané však byla žena zabita při pádu hlediště, kde seděla.

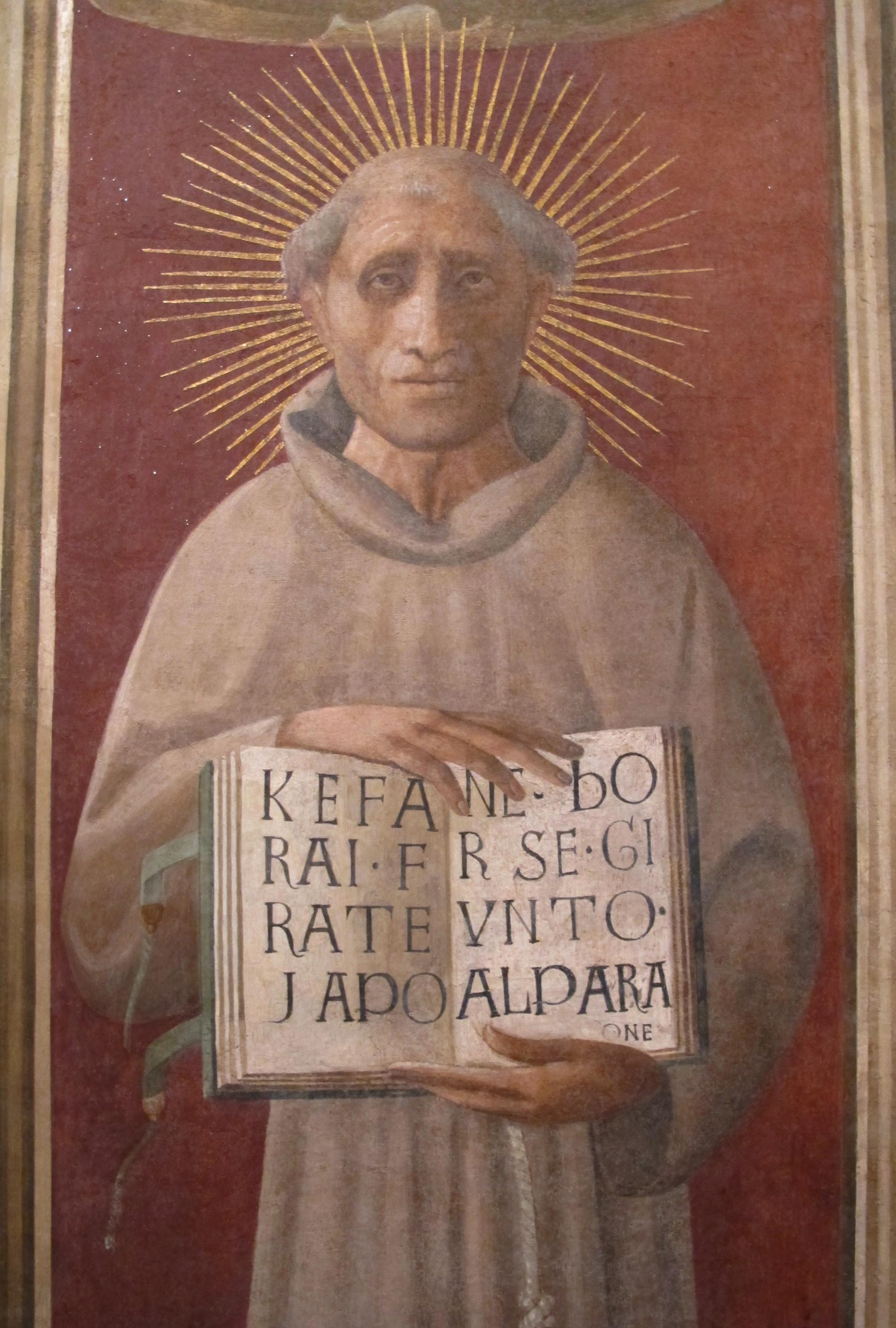
Paolo Uccello: Jacopone da Todi, 1435/36, katedrála v Prato

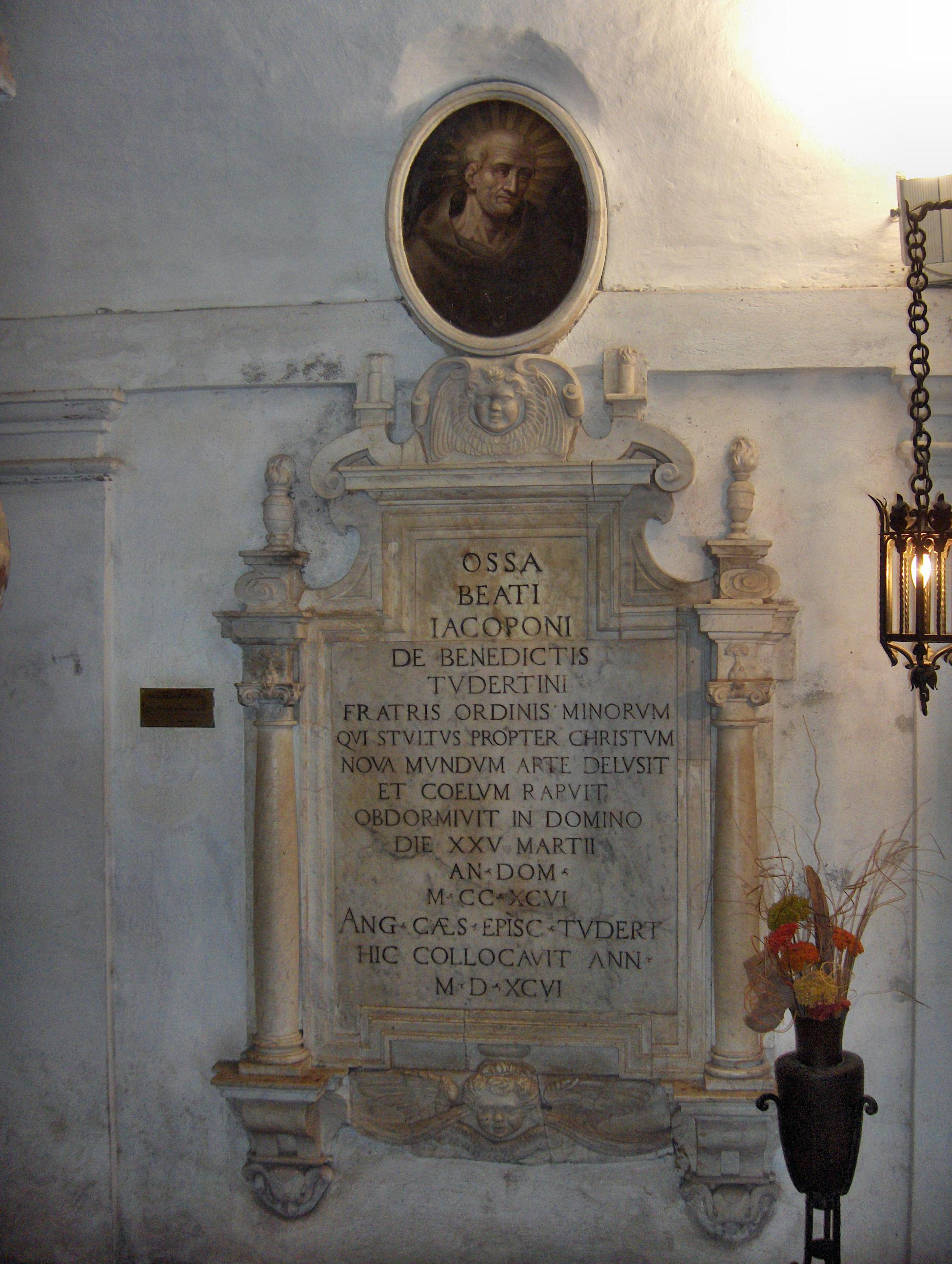
Jacoponova hrobka v Todi

Později Benedetti zanechal své právní praxe, vzdal se všeho svého majetku a přibližně od roku 1268 žil jako potulný asketa a člen Třetího řádu svatého Františka. Pro své vybočující chování tehdy získal pověst šílence a současně si vysloužil přezdívku Jacopone (blázen Jakub). Údajně se například objevoval na náměstí v Todi chodíc po čtyřech se sedlem na zádech. Jindy přišel na svatbu svého bratra natřený dehtem a obalený peřím od hlavy až k patě. Po deseti letech tohoto života požádal Benedetti o přijetí do Řádu menších bratří, který se ale zdráhal jej přijmout vzhledem k dosavadní reputaci. Jacopo nato složil báseň o marnosti světa, což mu nakonec pomohlo k přijetí k františkánům v roce 1278. V řádu žil jako laický bratr.
Ve společenství františkánů náležel Jacopo do jeho striktnější názorové části (někdy nazvané "Spiritálové" nebo Fraticelli), kladoucí větší důraz zejména na osobní i společnou chudobu. V roce 1294 pak požádal papeže sv. Celestina V. o svolení žít odděleně od ostatních bratří a dodržovat františkánskou řeholi v její úplnosti. Papež, sám dříve žijící jako poustevník, žádosti vyhověl. Papežský nástupce Bonifác VIII. zvolený ještě téhož roku po odstoupení sv. Celestina se ale postavil proti přísnějším směrům ve františkánském řádu. Jacopone setrval nadále na straně Spirituálů a psal kritické verše na názorové protivníky, papeže nevyjímaje. Hlava katolické církve jej však exkomunikovala a nechala uvěznit v roce 1298. Jacopone byl propuštěn po smrti Bonifáce roku 1303. S podlomeným zdraví odešel Jacopone do Collazzone, městečka na kopci mezi Perugií a Todi, kde o něho pečovalo společenství klarisek. Jeho stav se zhoršil koncem roku 1306 a okolo půlnoci na Slavnost Narození Páně zemřel. Jeho tělo bylo původně pohřbeno v klášterním kostele, po objevení hrobu roku 1433 pak přeneseno do hrobky ve františkánském kostele San Fortunato v Todi.

## Poezie
Jacoponovy satirické a udavačské verše zvané Laudi jsou svědkem neklidné doby válčících městských států severní Itálie spolu s hmotnou i duchovní krizí, která je doprovázela. Psal je v místním umbrijském dialektu. Stovky jejich rukopisů svědčí o široké popularitě jeho básní, další anonymní verše jsou mu tradičně autorsky připisovány. Druhou skupinu "laudi" představují verše velebící chudobu jako duchovní hodnotu.
Jacoponově peru je tradičně připisována latinská báseň (sekvence) Stabat Mater Dolorosa. Jako hymnus byla vložena roku 1727 do Římského misálu a Breviáře na svátek Panny Marie Bolestné (dnes slavený 15. září). Text inspiroval četné skladatele k jeho zhudebnění. Díla Stabat Mater tak napsali například Josquin des Prez, Giovanni Palestrina, Alessandro Scarlatti, Domenico Scarlatti, Giovanni Battista Pergolesi, Gioacchino Rossini, Antonín Dvořák, Antonio Vivaldi, z novějších autorů pak Arvo Pärt, Krzysztof Penderecki další.
Stejně tak mariánská báseň Stabat Mater speciosa bývá připisována Jacoponovi, oficiálně je ale jejich autorem papež Inocenc III.

## Úcta a odkaz
Jacopone byl považován za světce od okamžiku své smrti, a to jak ve františkánském řádu, tak i mimo něj. Je uctíván jako blahoslavený, pokusy o jeho svatořečení proběhly v 17. století a 19. století. Jeho myšlenky oslavující apoštolskou chudobu si získala mnoho nadšenců, zmiňuje jej také Dante ve své Božské komedii.